# Lepisanthes fruticosa
Lepisanthes fruticosa är en kinesträdsväxtart som först beskrevs av William Roxburgh, och fick sitt nu gällande namn av Leenh.. Lepisanthes fruticosa ingår i släktet Lepisanthes och familjen kinesträdsväxter. Inga underarter finns listade i Catalogue of Life.